# Neaua, Mureș
Neaua (în maghiară Havad) este satul de reședință al comunei cu același nume din județul Mureș, Transilvania, România.

## Istoric
Localitatea este atestată documentar din anul 1569.
Pe Harta Iosefină a Transilvaniei din 1769-1773 (Sectio 144), localitatea a apărut sub numele de „Havad”.

## Localizare
Localitatea este situată pe râul Ghegheș, un afluent al râului Târnava Mică.

## Obiective turistice
- Biserica reformată din 1794.
- Bustul lui Lajos Kossuth a fost inagurat cu ocazia Zilei Maghiarilor de Pretutindeni, în data 15 martie 2010. La sărbătoare au fost prezenți conducătorii Uniunii Democrate Maghiare din România Béla Markó și Attila Kelemen. Monumentul a fost realizat de artistul László Hunyadi din Târgu Mureș.[2]

## Imagini

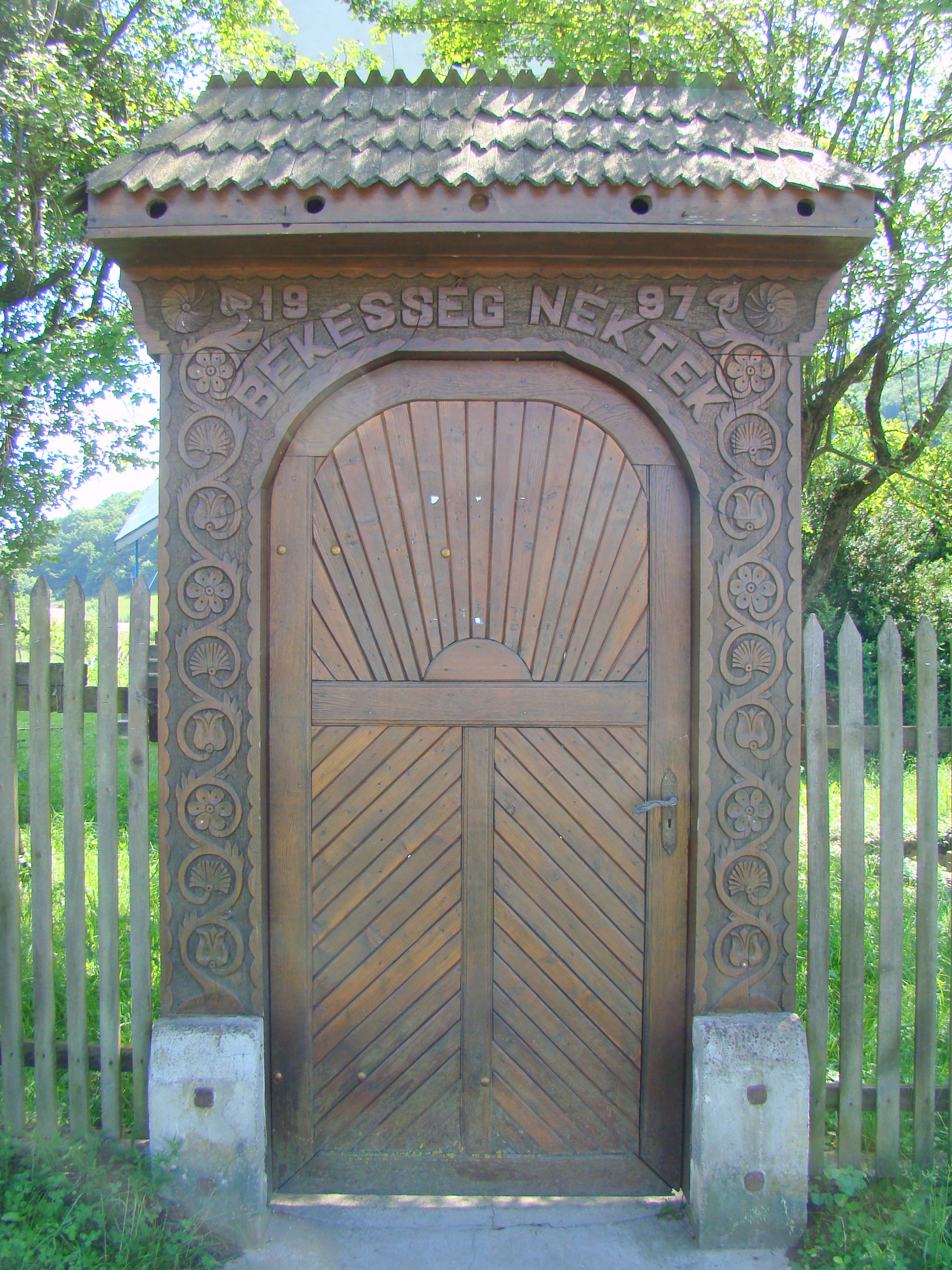
Poarta de lemn a bisericii reformate
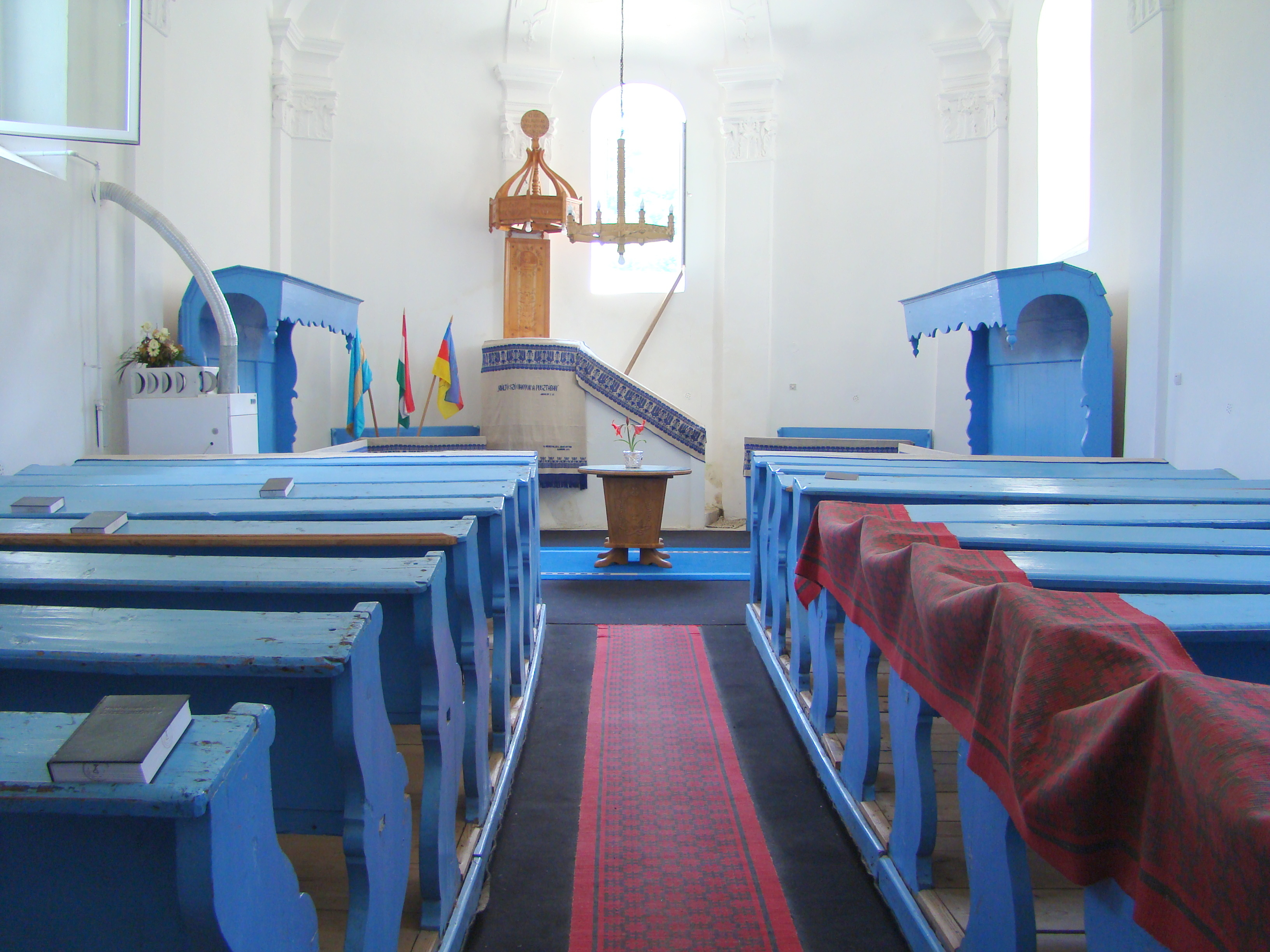
Biserica reformată (interior)
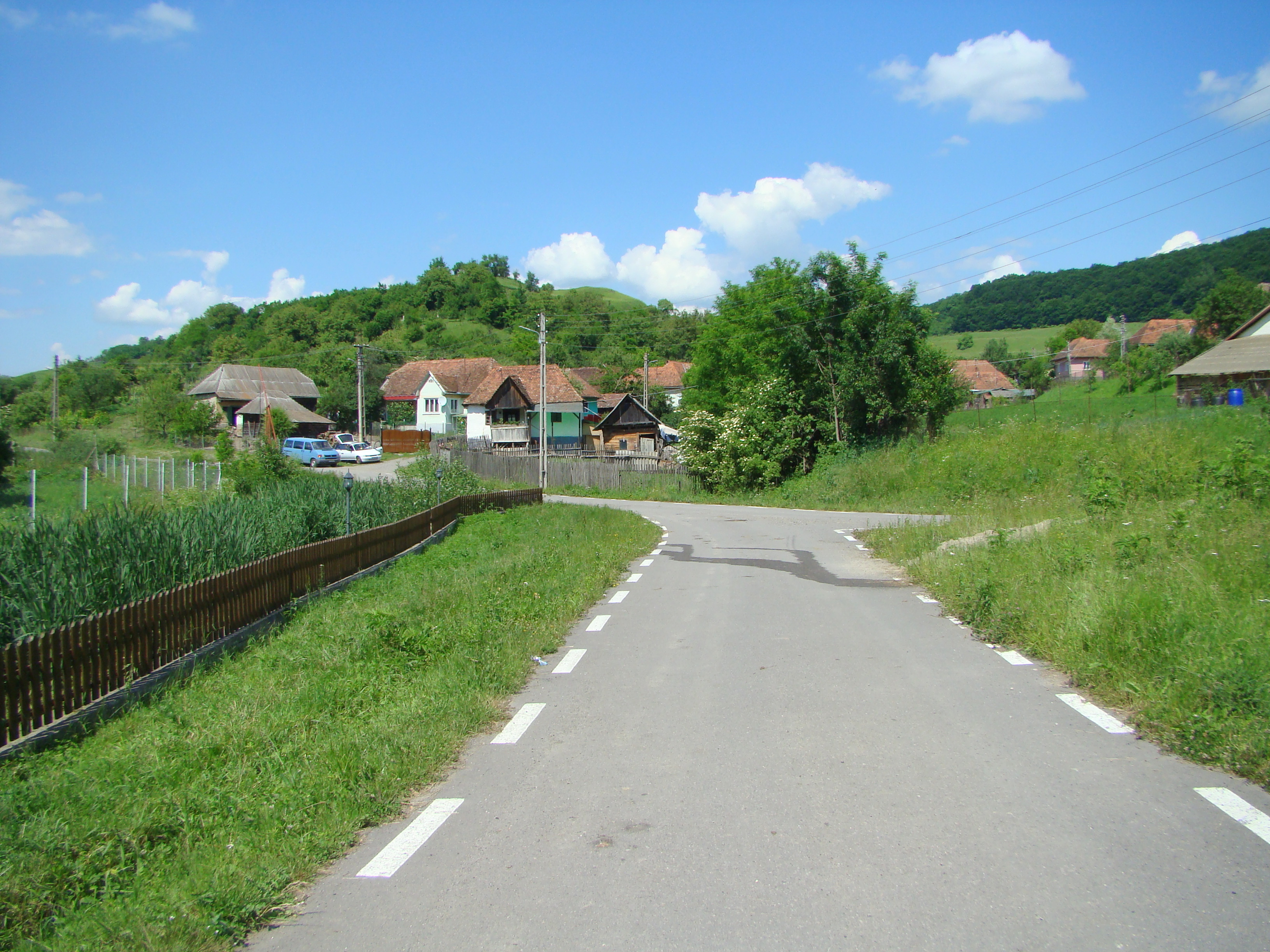
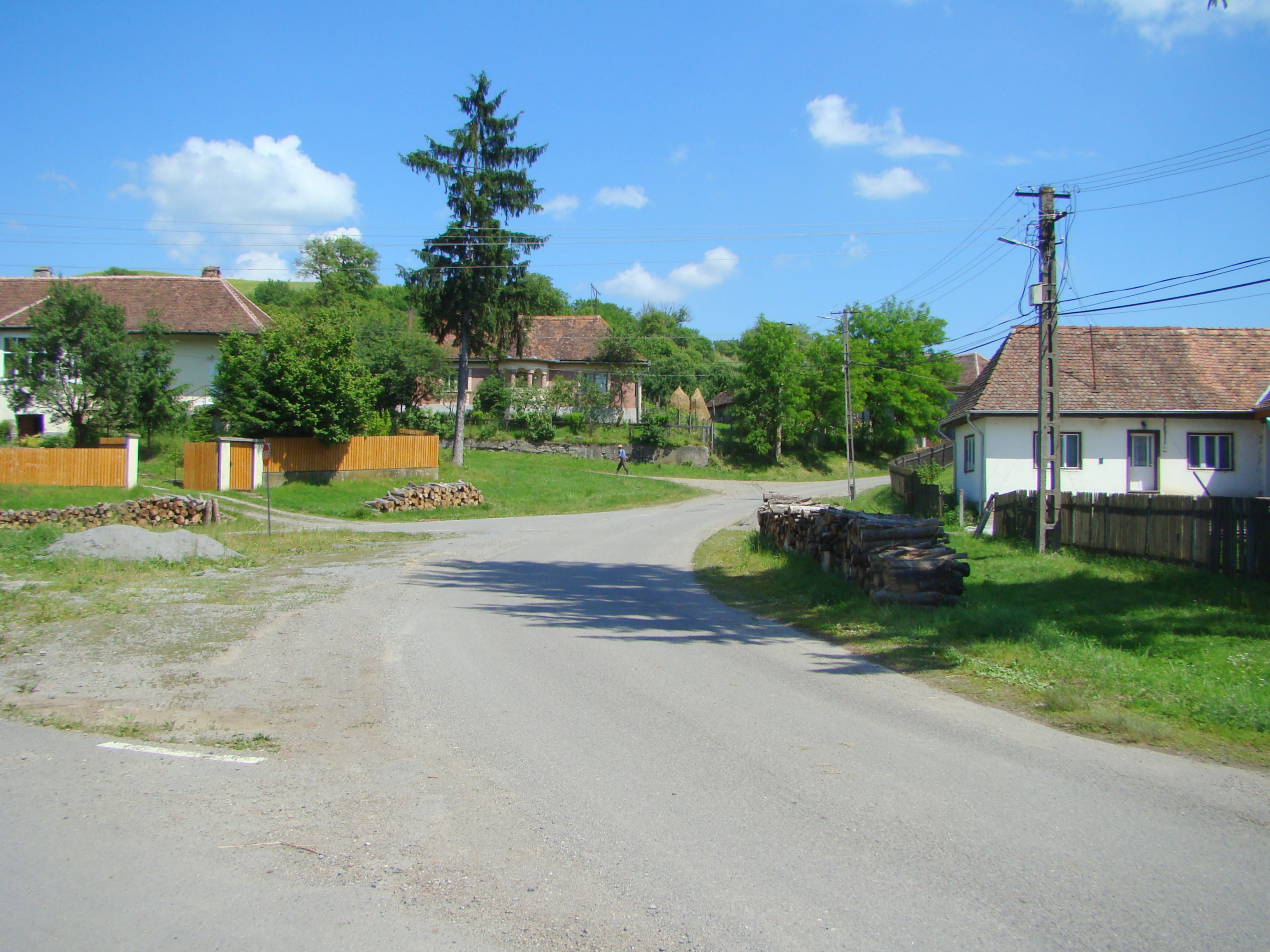
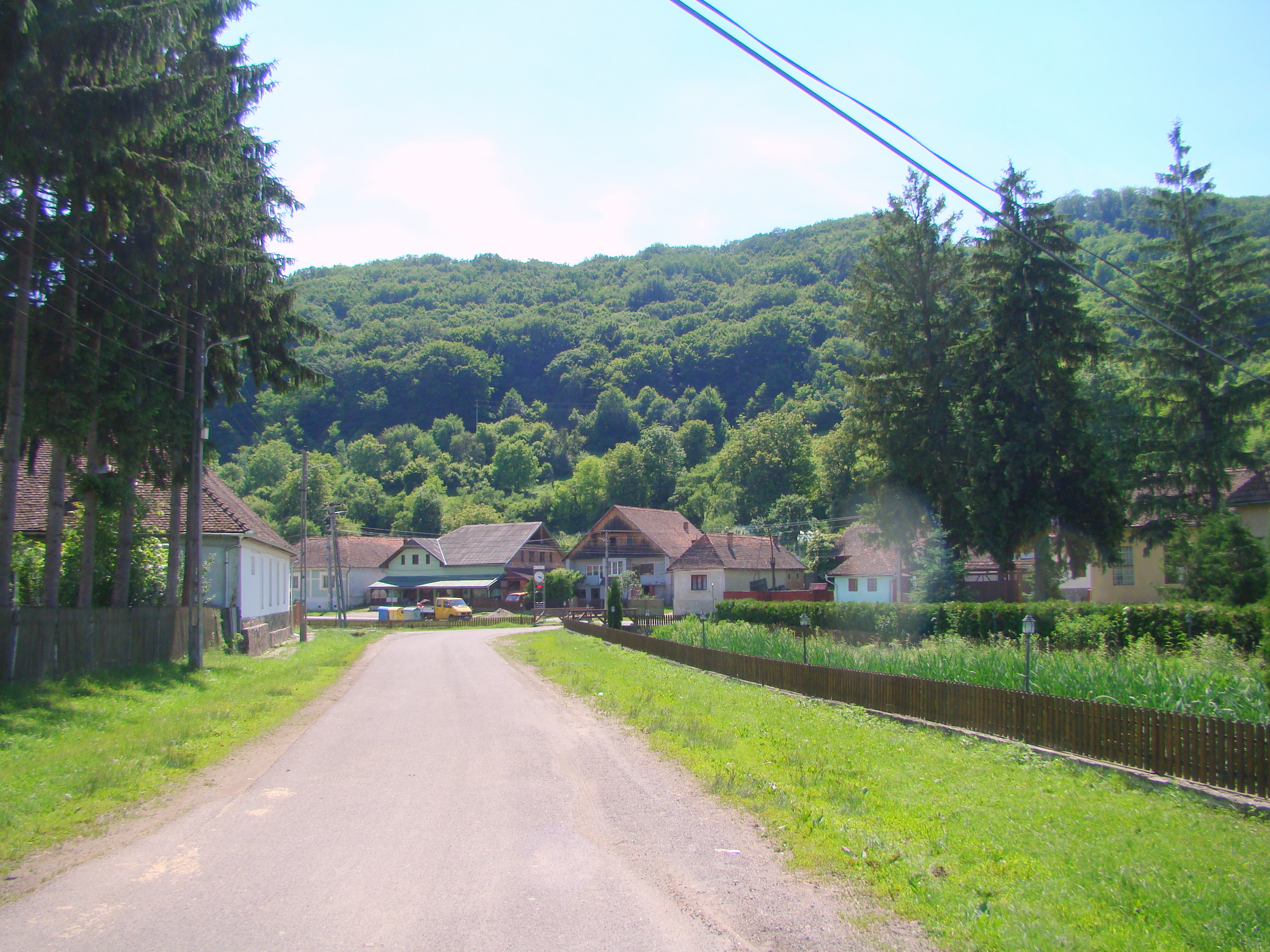
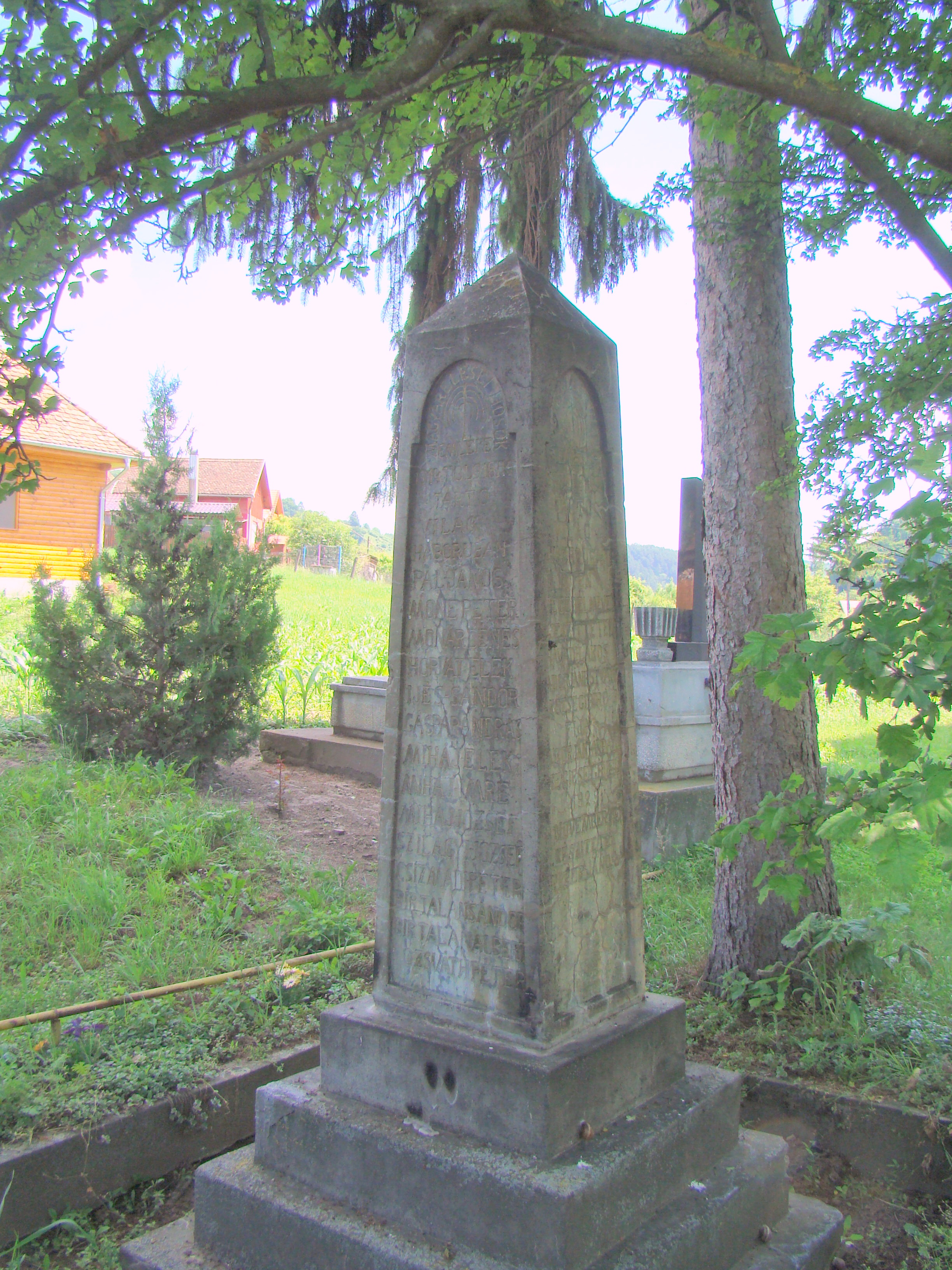
Monumentul eroilor